# Медовщиков, Николай Николаевич
Николай Николаевич Медовщико́в (26 декабря 1897  [7 января 1898], Богородск, Нижегородская губерния — 1 апреля 1987, Волгоград) — советский художник. заслуженный деятель искусств РСФСР (1950).

## Биография
Родился в 1898 году в селе Богородское Нижегородской губернии в семье врача. В 1917 году окончил Нижегородский дворянский институт. Параллельно с учёбой в институте посещал занятия в частных художественных студиях Л. М. Диаманта и В. А. Ликина. С 1918 по 1922 год преподавал рисование в нижегородских школах, работал в Губернском музее, одновременно занимался в художественной студии Е. А. Львова. В 1922 году переехал в Москву и поступил в Московскую «Вольную академию», одновременно с учёбой работал художником в Рекламплакате. С 1924 года работал как театральный художник.
С 1925 по 1927 год работал в Крымгостеатре им. М. Горького в Симферополе.
Результатом его творческих поездок по Крыму стал вышедший в Симферополе в 1927 году качественно изданный художественный альбом.
Позднее работал в Казани, Ташкенте, Смоленске, Самаре, Саратове, Горьком, Ярославле и других городах. Главный художник ЯГАТД имени Ф. Г. Волкова (1945—1954), СДТ имени М. Горького (Волгоградский, 1957—1967) драматических театров. Один из ведущих художников периферии. Творчество мастера развивалось в традиционных формах объёмно-живописной декорации, художник стремился передать атмосферу эпохи и пьесы.

## Оформил спектакли
- 1924, 1939 — «Горе от ума» А. С. Грибоедова
- 1928 — «Бронепоезд 14-69» В. В. Иванова
- 1935, 1962 — «Гамлет» Шекспира
- 1936, 1952 — «Отелло» Шекспира
- 1940 — «Иванов» А. П. Чехова
- 1936, 1945, 1958 — «Бесприданница» А. Н. Островского
- 1943 — «Давным-давно» А. Гладкова (БДТ, в г. Киров)
- 1943 — «Дорога в Нью-Йорк» Л. Малюгина (БДТ, в г. Киров)
- 1947 — «Дядя Ваня» А. П. Чехова
- 1949 — «Заговор обречённых» Н. Е. Вирты
- 1950, 1957 — «Вишнёвый сад» А. П. Чехова
- 1954 — «Чайка» А. П. Чехова
- 1956 — «Царь Фёдор Иоаннович» А. К. Толстого
- 1959 — «Третья патетическая» Н. Ф. Погодина
- 1960 — «Три сестры» А. П. Чехова
- 1962 — «Гамлет» Шекспира
- «Слуга двух господ» Карло Гольдони
- «Черное гетто» Ю. О’Нила
- «Инженер Мерц» Л. В. Никулина
- «Алтайские Робинзоны» Н. Я. Шестакова

## Награды и премии
- заслуженный деятель искусств РСФСР (1950)
- заслуженный деятель искусств Кабардино-Балкарской АССР (1957)
- Сталинская премия третьей степени (1950) — за оформление спектакля «Заговор обречённых» Н. Е. Вирты на сцене ЯГАТД имени Ф. Г. Волкова
- Орден «Знак Почёта» (1950)[5]